# Ритишево
Ритишево (рум. Râtișor) је насеље у граду Вршац, у Јужнобанатском округу, у Србији. Према попису из 2022. било је 436 становника.
Овде се налазе Румунска православна црква Светог Николе у Ритишеву и Кућа са окућницом у Ритишеву.

## Историја
Принц Еуген Савојски освојио је територију Баната, 1716. године, којом је до тада управљало Османско царство. После Пожаревачког мира (1718. године), ова територија је добила службени назив „Тамишки Банат“ и била је успостављена као засебна хабсбуршка покрајина, којом су управљали гувернери. У почетку је цела покрајина била под војном управом, да би 1751. године царица Марија Терезија успоставила цивилну управу у северним деловима покрајине, док су јужни делови Баната издвојени из покрајине и прикључени војној граници.
Покрајина је укинута 1778. године, да би 1779. године њена територија била прикључена хабсбуршкој Угарској, док су јужни делови Баната (који су били у саставу покрајине до 1751. године) остали у саставу војне границе све до њеног укидања 1871. године.

### Тамишки Банат
Тамишки Банат (немачки: Temeswarer Banat, румунски: Banatul Timişoarei, мађарски: Temesi Bánság) је био назив за хабсбуршку покрајину, која је постојала од 1718. до 1778. године. Покрајина је обухватала подручје данашњег Баната, који је и добио име по овој покрајини. Главни град покрајине био је Темишвар.
Иако у почетку Срби нису били најбројнији народ у Војводству од њих су били бројнији Румуни у време укидања Војводства (1860. године) најбројнији народ у круновини били су Срби.

### Ритишево
Према белешкама вршачког историчара Феликса Милекера (1858–1942), Назив места: Године 1713, Ритишова. Réthelu 1894. год. Ритишево 1919. год.: Ritisor
Калуђери српског манастира Пећке патријаршије су средином 17. века двапут свраћали у Ритишево. Дошли су им у сусрет 1660. године сеоски кметови Радоје, Петар и Јовица; дали су прилог сваки за себе. У том српском селу су коначили 1666. године код домаћина (већ помињаног) Радоја, а Петар је и сада кмет, поред мештана Ивана и Казимира. Помиње се по други пут 1715. године, на крају турске владавине. 1716. године додељено је вршачком дистрикту. Ритишево је 1717. имало 27 домова. Године 1735, подигнута је црква брвнара. Године 1749, био је 91 дом, а 1751 г. 94 домова. А 1779 г. додељено је тамишком-комитету. Аустриски царски ревизор Ерлер је 1774. године констатовао да место "Редишова" припада Вршачком округу и дистрикту. Становништво је било претежно влашко.
Године 1799, сазидана је црква. Грофовској породици Бетлен предат је ерар Ритишево 1829 године, али је ускоро од ње одузета. Као привремени "притјажитељ" (поседник) Ритишева наводи се 1847. године Јован Ангелковић.
Године 1822, пописано је 1508 становника, од којих је било православних 1502, католика 2, јевреја 4. У атару је било 86 поданичких сесија.
Ритишево је 1848. године бројало 1281 становника, од којих је било православних 1273, католика 5, јевреја 3. 1854. г. пописано је 1340 становника, а у атару 3496 ланаца алодилног поседа. 1865 било је 257 малопоседника и 1 великопоседник.
Сазидана је општинска кућа 1905. године. Последњих деценија прираст је у опадању: Године 1869, било је 1439 становника, 1880. г.: 1314, 1890. г.:1235, 1900. г.:1287, 1910. г.:1223. 31. јануара 1921. пописано је 1134 становника, од којих је било Румуна 1087, Немаца 22, Мађара 3, Чеха 1, осталих 18.

## Демографија
У насељу Ритишево живи 410 пунолетних становника, а просечна старост становништва износи 42,2 година (39,4 код мушкараца и 44,8 код жена). У насељу има 156 домаћинстава, а просечан број чланова по домаћинству је 3,26.
Ово насеље је углавном насељено Румунима (према попису из 2002. године), а у последња три пописа, примећен је пад у броју становника.
|  |

| Демографија | Демографија | Демографија |
| Година      | Становника  | Становника  |
| ----------- | ----------- | ----------- |
| 1948.       | 1.157       |             |
| 1953.       | 1.099       |             |
| 1961.       | 1.098       |             |
| 1971.       | 1.017       |             |
| 1981.       | 954         |             |
| 1991.       | 808         | 576         |
| 2002.       | 509         | 771         |
| 2011.       | 496         |             |

| Етнички састав према попису из 2002.‍ | Етнички састав према попису из 2002.‍ | Етнички састав према попису из 2002.‍ | Етнички састав према попису из 2002.‍ | Етнички састав према попису из 2002.‍ |
| ------------------------------------ | ------------------------------------ | ------------------------------------ | ------------------------------------ | ------------------------------------ |
|                                      |                                      |                                      |                                      |                                      |
| Румуни                               | Румуни                               |                                      | 367                                  | 72,10%                               |
| Роми                                 | Роми                                 |                                      | 67                                   | 13,16%                               |
| Срби                                 | Срби                                 |                                      | 43                                   | 8,44%                                |
| Мађари                               | Мађари                               |                                      | 12                                   | 2,35%                                |
| Југословени                          | Југословени                          |                                      | 7                                    | 1,37%                                |
| Хрвати                               | Хрвати                               |                                      | 4                                    | 0,78%                                |
| непознато                            | непознато                            |                                      | 0                                    | 0,0%                                 |

| \| \| м \| \| \| ж \| \| ? \| 2 \| \| \| 1 \| \| 80+ \| 0 \| \| \| 11 \| \| 75—79 \| 15 \| \| \| 16 \| \| 70—74 \| 14 \| \| \| 23 \| \| 65—69 \| 14 \| \| \| 25 \| \| 60—64 \| 16 \| \| \| 18 \| \| 55—59 \| 9 \| \| \| 10 \| \| 50—54 \| 19 \| \| \| 23 \| \| 45—49 \| 16 \| \| \| 15 \| \| 40—44 \| 15 \| \| \| 15 \| \| 35—39 \| 14 \| \| \| 10 \| \| 30—34 \| 14 \| \| \| 14 \| \| 25—29 \| 15 \| \| \| 23 \| \| 20—24 \| 19 \| \| \| 11 \| \| 15—19 \| 15 \| \| \| 14 \| \| 10—14 \| 9 \| \| \| 7 \| \| 5—9 \| 15 \| \| \| 12 \| \| 0—4 \| 20 \| \| \| 20 \| \| Просек : \| 39,4 \| \| \| 44,8 \| |      |  |  |      |
| |      |  |  |      |
| | м    |  |  | ж    |
| ? | 2    |  |  | 1    |
| 80+ | 0    |  |  | 11   |
| 75—79 | 15   |  |  | 16   |
| 70—74 | 14   |  |  | 23   |
| 65—69 | 14   |  |  | 25   |
| 60—64 | 16   |  |  | 18   |
| 55—59 | 9    |  |  | 10   |
| 50—54 | 19   |  |  | 23   |
| 45—49 | 16   |  |  | 15   |
| 40—44 | 15   |  |  | 15   |
| 35—39 | 14   |  |  | 10   |
| 30—34 | 14   |  |  | 14   |
| 25—29 | 15   |  |  | 23   |
| 20—24 | 19   |  |  | 11   |
| 15—19 | 15   |  |  | 14   |
| 10—14 | 9    |  |  | 7    |
| 5—9 | 15   |  |  | 12   |
| 0—4 | 20   |  |  | 20   |
| Просек : | 39,4 |  |  | 44,8 |

| Година пописа     | 1948. | 1953. | 1961. | 1971. | 1981. | 1991. | 2002. |
| ----------------- | ----- | ----- | ----- | ----- | ----- | ----- | ----- |
| Број домаћинстава | 266   | 257   | 272   | 256   | 268   | 215   | 156   |

| Број чланова      | 1  | 2  | 3  | 4  | 5  | 6  | 7 | 8 | 9 | 10 и више | Просек |
| ----------------- | -- | -- | -- | -- | -- | -- | - | - | - | --------- | ------ |
| Број домаћинстава | 33 | 34 | 24 | 24 | 17 | 16 | 6 | 1 | 1 | 0         | 3,26   |

| Пол    | Укупно | Неожењен/Неудата | Ожењен/Удата | Удовац/Удовица | Разведен/Разведена | Непознато |
| ------ | ------ | ---------------- | ------------ | -------------- | ------------------ | --------- |
| Мушки  | 197    | 43               | 135          | 14             | 1                  | 4         |
| Женски | 229    | 29               | 136          | 56             | 5                  | 3         |
| УКУПНО | 426    | 72               | 271          | 70             | 6                  | 7         |

| Пол    | Укупно                    | Пољопривреда, лов и шумарство | Рибарство                            | Вађење руде и камена | Прерађивачка индустрија       |
| ------ | ------------------------- | ----------------------------- | ------------------------------------ | -------------------- | ----------------------------- |
| Мушки  | 105                       | 90                            | 0                                    | 0                    | 5                             |
| Женски | 58                        | 50                            | 0                                    | 0                    | 3                             |
| Укупно | 163                       | 140                           | 0                                    | 0                    | 8                             |
|        |                           |                               |                                      |                      |                               |
| Пол    | Производња и снабдевање   | Грађевинарство                | Трговина                             | Хотели и ресторани   | Саобраћај, складиштење и везе |
| Мушки  | 0                         | 3                             | 0                                    | 0                    | 2                             |
| Женски | 0                         | 0                             | 0                                    | 0                    | 0                             |
| Укупно | 0                         | 3                             | 0                                    | 0                    | 2                             |
|        |                           |                               |                                      |                      |                               |
| Пол    | Финансијско посредовање   | Некретнине                    | Државна управа и одбрана             | Образовање           | Здравствени и социјални рад   |
| Мушки  | 0                         | 1                             | 2                                    | 0                    | 0                             |
| Женски | 0                         | 0                             | 1                                    | 2                    | 2                             |
| Укупно | 0                         | 1                             | 3                                    | 2                    | 2                             |
|        |                           |                               |                                      |                      |                               |
| Пол    | Остале услужне активности | Приватна домаћинства          | Екстериторијалне организације и тела | Непознато            | Непознато                     |
| Мушки  | 0                         | 0                             | 0                                    | 2                    | 2                             |
| Женски | 0                         | 0                             | 0                                    | 0                    | 0                             |
| Укупно | 0                         | 0                             | 0                                    | 2                    | 2                             |